# Districts de Côte d'Ivoire
Les districts de Côte d'Ivoire sont le premier niveau d'administration des subdivisions du pays. Ces districts ont été créés en 2011 et supprimés par la loi no 2014-451 du 5 août 2014, sauf les districts autonomes de Yamoussoukro et d’Abidjan. Les districts autres que ceux de Yamoussoukro et d’Abidjan étaient subdivisés en 31 régions, à leur tour subdivisées en 108 subdivisions de troisième niveau, les départements. Les départements sont subdivisés en 510 sous-préfectures. Le plus bas niveau de l'organisation administrative est la commune. Bien qu'ils ne soient pas divisés en régions, les districts autonomes de Yamoussoukro et d’Abidjan contiennent également des départements, des sous-préfectures et des communes.

## Administration et rôle
Chaque district autonome est dirigé par un ministre-gouverneur, qui est nommé en conseil des ministres du gouvernement. Les Districts autonomes ont reçu quatre responsabilités principales :
1. Administrer les grands projets de développement dans chaque district
2. Aménager l'application des investissements de l'Etat et des programmes à l'échelle du District afin de réduire les disparités régionales
3. Promouvoir les potentialités économiques et culturelles de chaque district
4. Lutter contre le régionalisme.

## Liste des districts

Carte des districts ivoiriens.

| N° carte | Code ISO 3166-2 | District           | Capitale de District | Régions          | Chef-lieu      | Population | Ministre- gouverneur                  |
| -------- | --------------- | ------------------ | -------------------- | ---------------- | -------------- | ---------- | ------------------------------------- |
| 1        | CI-AB*          | Abidjan            | Abidjan              | Abidjan          | Abidjan        | 6 321 017  | Ibrahim Bacongo Cissé                 |
| 2        | CI-BS*          | Bas-Sassandra      | San-Pédro            | Gbôklé           | Sassandra      | 460 980    | M. Phillipe Légré                     |
| 2        | CI-BS*          | Bas-Sassandra      | San-Pédro            | Nawa             | Soubré         | 1 165 472  | M. Phillipe Légré                     |
| 2        | CI-BS*          | Bas-Sassandra      | San-Pédro            | San-Pédro        | San-Pédro      | 1 060 724  | M. Phillipe Légré                     |
| 3        | CI-CM*          | Comoé              | Abengourou           | Indénié-Djuablin | Abengourou     | 716 443    | Kouakou Pascal Abinan                 |
| 3        | CI-CM*          | Comoé              | Abengourou           | Sud-Comoé        | Aboisso        | 784 893    | Kouakou Pascal Abinan                 |
| 4        | CI-DN*          | Denguélé           | Odienné              | Folon            | Minignan       | 146 209    | M. Gaoussou Touré                     |
| 4        | CI-DN*          | Denguélé           | Odienné              | Kabadougou       | Odienné        | 289 806    | M. Gaoussou Touré                     |
| 5        | CI-GD*          | Gôh-Djiboua        | Gagnoa               | Gôh              | Gagnoa         | 985 282    | Louis-André Dacoury-Tabley            |
| 5        | CI-GD*          | Gôh-Djiboua        | Gagnoa               | Lôh-Djiboua      | Divo           | 1 103 158  | Louis-André Dacoury-Tabley            |
| 6        | CI-LC*          | Lacs               | Dimbokro             | Bélier           | Toumodi        | 415 593    | Raymonde Goudou Coffie                |
| 6        | CI-LC*          | Lacs               | Dimbokro             | Iffou            | Daoukro        | 378 560    | Raymonde Goudou Coffie                |
| 6        | CI-LC*          | Lacs               | Dimbokro             | Moronou          | Bongouanou     | 439 755    | Raymonde Goudou Coffie                |
| 6        | CI-LC*          | Lacs               | Dimbokro             | N'Zi             | Dimbokro       | 254 623    | Raymonde Goudou Coffie                |
| 7        | CI-LG*          | Lagunes            | Dabou                | Agnéby-Tiassa    | Agboville      | 865 951    | M. Vincent Lohouès                    |
| 7        | CI-LG*          | Lagunes            | Dabou                | Grands-Ponts     | Dabou          | 450 007    | M. Vincent Lohouès                    |
| 7        | CI-LG*          | Lagunes            | Dabou                | La Mé            | Adzopé         | 726 665    | M. Vincent Lohouès                    |
| 8        | CI-MG*          | Montagnes          | Man                  | Cavally          | Guiglo         | 708 241    | M. Albert Flindé                      |
| 8        | CI-MG*          | Montagnes          | Man                  | Guémon           | Duékoué        | 930 873    | M. Albert Flindé                      |
| 8        | CI-MG*          | Montagnes          | Man                  | Tonkpi           | Man            | 1 387 909  | M. Albert Flindé                      |
| 9        | CI-SM*          | Sassandra-Marahoué | Daloa                | Haut-Sassandra   | Daloa          | 1 739 697  | M. Mathieu Babaud Darret              |
| 9        | CI-SM*          | Sassandra-Marahoué | Daloa                | Marahoué         | Bouaflé        | 981 180    | M. Mathieu Babaud Darret              |
| 10       | CI-SV*          | Savanes            | Korhogo              | Bagoué           | Boundiali      | 515 890    | M. Issa Malick Coulibaly              |
| 10       | CI-SV*          | Savanes            | Korhogo              | Poro             | Korhogo        | 1 040 461  | M. Issa Malick Coulibaly              |
| 10       | CI-SV*          | Savanes            | Korhogo              | Tchologo         | Ferkessédougou | 603 084    | M. Issa Malick Coulibaly              |
| 11       | CI-VB*          | Vallée du Bandama  | Bouaké               | Gbêkê            | Bouaké         | 1 352 900  | M. Jean-Claude Kouassi                |
| 11       | CI-VB*          | Vallée du Bandama  | Bouaké               | Hambol           | Katiola        | 612 029    | M. Jean-Claude Kouassi                |
| 12       | CI-WR*          | Woroba             | Séguéla              | Béré             | Mankono        | 492 151    | M. Dosso Moussa                       |
| 12       | CI-WR*          | Woroba             | Séguéla              | Bafing           | Touba          | 262 850    | M. Dosso Moussa                       |
| 12       | CI-WR*          | Woroba             | Séguéla              | Worodougou       | Séguéla        | 429 812    | M. Dosso Moussa                       |
| 13       | CI-YM*          | Yamoussoukro       | Yamoussoukro         | Yamoussoukro     | Yamoussoukro   | 422 072    | M. Augustin Abdoulaye Thiam Houphouet |
| 14       | CI-ZZ*          | Zanzan             | Bondoukou            | Bounkani         | Bouna          | 427 037    | M. Souleymane Touré                   |
| 14       | CI-ZZ*          | Zanzan             | Bondoukou            | Gontougo         | Bondoukou      | 917 828    | M. Souleymane Touré                   |

## Changements des subdivisions administratives de 2011

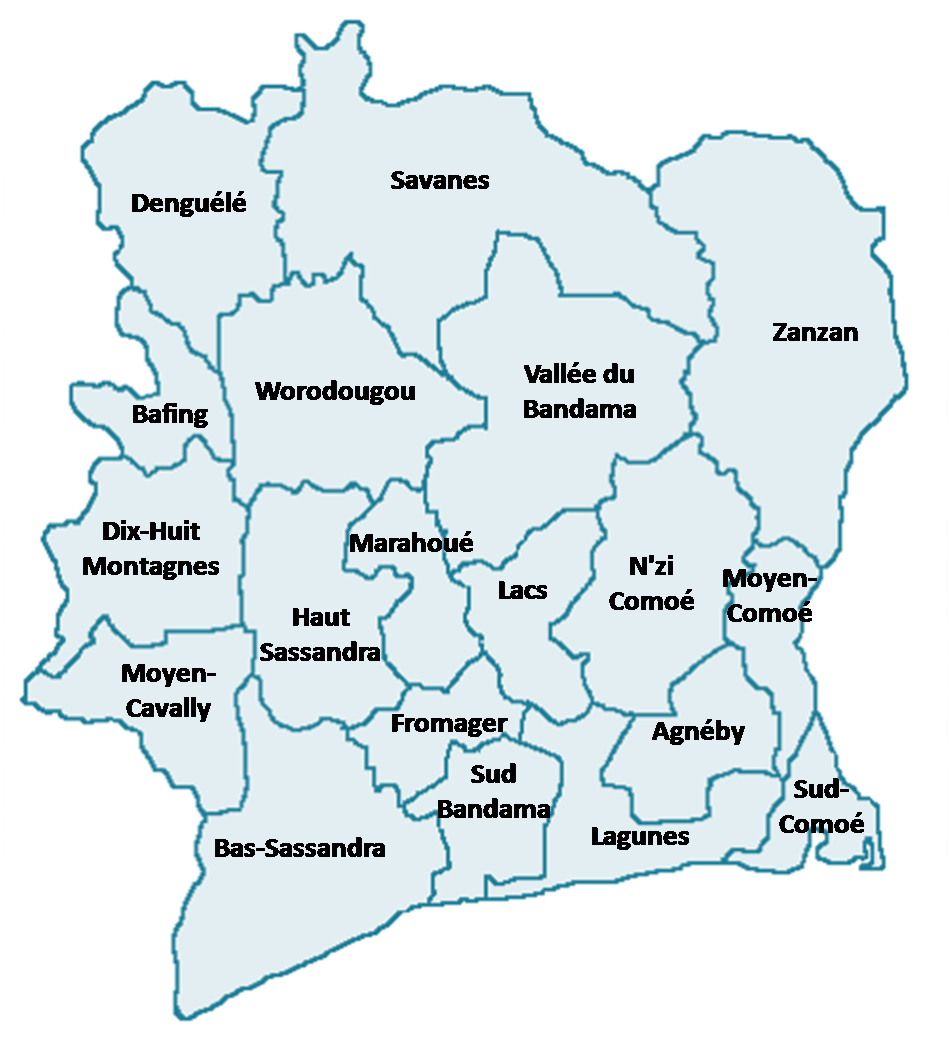
Les régions de la Côte d'Ivoire avant 2011.

Avant septembre 2011, le premier niveau de subdivisions administratives de la Côte d'Ivoire était les régions. En 2011, les régions ont été réorganisées en 14 districts (12 districts réguliers et deux districts autonomes), par la loi no 2011-262 du 28 septembre 2011. Voici un résumé de la façon dont les districts ont été construits à partir des anciennes régions :
- la plus grande ville, Abidjan, et la capitale politique, Yamoussoukro, et leurs régions avoisinantes ont été divisées pour former des districts autonomes. Abidjan faisait, auparavant, partie de la région des Lagunes et Yamoussoukro faisait, autrefois, partie de la région des Lacs ;
- des 19 régions, les régions du nord du Denguélé, des Savanes, de la Vallée du Bandama, et Zanzan ont été rebaptisées en tant que districts sans changement de territoire ;
- l'ancienne région Agnéby et le reste de la région des Lagunes ont été fusionnées pour former le nouveau district des Lagunes ;
- les anciennes régions de Bafing et de Worodougou ont été regroupées pour former le nouveau district du Woroba ;
- le département de Fresco a été transféré de l'ancienne région Sud-Bandama à la région Bas-Sassandra pour former le nouveau district du Bas-Sassandra, tandis que le reste de la région Sud-Bandama a fusionné avec la région Fromager pour former le nouveau district du Gôh-Djiboua ;
- les anciennes régions des Dix-Huit Montagnes et du Moyen-Cavally ont été fusionnées pour former le nouveau district des Montagnes ;
- les anciennes régions du Haut-Sassandra et de Marahoué ont été fusionnées pour former le nouveau district de Sassandra-Marahoué ;
- les anciennes régions de N'Zi-Comoé et le reste de la région des Lacs ont été fusionnées pour former le nouveau district des Lacs ;
- les anciennes régions du Moyen-Comoé et du Sud-Comoé ont été regroupées pour former le nouveau district de la Comoé.